# Большое Пергенеламби
Большое Пергенеламби — пресноводное озеро на территории Чёбинского сельского поселения Медвежьегорского района Республики Карелии.

## Общие сведения
Площадь озера — 1,1 км². Располагается на высоте 121,5 метров над уровнем моря.
Форма озера продолговатая: оно более чем на два километра вытянуто с северо-запада на юго-восток. Берега каменисто-песчаные, преимущественно возвышенные.
С северо-восточной стороны озера вытекает безымянный водоток, впадающий в Остерозеро, из которого берёт начало река Остёр, приток Кумсы, впадающей в Онежское озеро.
В озере расположено не менее четырёх небольших безымянных островов, рассредоточенных по всей площади водоёма.
Населённые пункты и автодороги вблизи водоёма отсутствуют.
Код объекта в государственном водном реестре — 01040100611102000018817.